# Liste der Baudenkmäler in Aurachtal
Auf dieser Seite sind die Baudenkmäler in der mittelfränkischen Gemeinde Aurachtal zusammengestellt. Diese Tabelle ist eine Teilliste der Liste der Baudenkmäler in Bayern. Grundlage ist die Bayerische Denkmalliste, die auf Basis des Bayerischen Denkmalschutzgesetzes vom 1. Oktober 1973 erstmals erstellt wurde und seither durch das Bayerische Landesamt für Denkmalpflege geführt wird. Die folgenden Angaben ersetzen nicht die rechtsverbindliche Auskunft der Denkmalschutzbehörde.
 Diese Liste gibt den Fortschreibungsstand vom 9. November 2023 wieder und enthält 24 Baudenkmäler.

## Baudenkmäler nach Gemeindeteilen

### Falkendorf
| Lage                         | Objekt        | Beschreibung                                                           | Akten-Nr.              | Bild |
| ---------------------------- | ------------- | ---------------------------------------------------------------------- | ---------------------- | ---- |
| Milchhausstraße 5 (Standort) | Wohnstallhaus | Eingeschossiger Satteldachbau, mit Fachwerkgiebel, 17./18. Jahrhundert | D-5-72-114-21 Wikidata | BW   |

### Hessenmühle
| Lage                       | Objekt                                        | Beschreibung | Akten-Nr.              | Bild |
| -------------------------- | --------------------------------------------- | --- | ---------------------- | ---- |
| Hessenmühle 1 (Standort)   | Mühle, ehemals Mühle des Klosters Münchaurach | Zweigeschossiger verputzter Fachwerkbau mit Satteldach, Mitte 17. Jahrhundert, bezeichnet „1862“, „1887“ und „1895“; mit technischer Ausstattung | D-5-72-114-22 Wikidata | BW   |
| Hessenmühle 1 a (Standort) | Mühle: Scheune                                | Fachwerkbau mit Satteldach, um 1700, erweitert 1862                                                                                              | D-5-72-114-22          | BW   |
| Dörrwiesen (Standort)      | Mühle: Backhaus                               | kleiner Massivbau mit Satteldach und Rundbogeneingang, 18. Jh.                                                                                   | D-5-72-114-22          | BW   |
| Hessenmühle 1 a (Standort) | Mühle: Brunnen                                | Sandstein, 18. Jh.; mehrere Kellereingänge, 18. Jh.                                                                                              | D-5-72-114-22          | BW   |

### Lenkershof
| Lage                     | Objekt   | Beschreibung                                                                         | Akten-Nr.              | Bild |
| ------------------------ | -------- | ------------------------------------------------------------------------------------ | ---------------------- | ---- |
| Lenkershof 16 (Standort) | Wohnhaus | Zweigeschossiger verputzter Halbwalmdachbau, Mitte 19. Jahrhundert über älterem Kern | D-5-72-114-23 Wikidata | BW   |

### Lenzenmühle
| Lage                     | Objekt                        | Beschreibung                                                                                 | Akten-Nr.              | Bild |
| ------------------------ | ----------------------------- | -------------------------------------------------------------------------------------------- | ---------------------- | ---- |
| Lenzenmühle 1 (Standort) | Mühle, sogenannte Lenzenmühle | Stattlicher, zweigeschossiger Fachwerkbau mit Steilsatteldach, zweite Hälfte 17. Jahrhundert | D-5-72-114-24 Wikidata | BW   |

### Münchaurach
| Lage                         | Objekt                                                                                        | Beschreibung | Akten-Nr.              | Bild                              |
| ---------------------------- | --------------------------------------------------------------------------------------------- | --- | ---------------------- | --------------------------------- |
| Fürther Straße (Standort)    | Brücke über die Aurach                                                                        | vierbogige Sandsteinquaderbrücke, erste Hälfte 19. Jahrhundert | D-5-72-114-19 Wikidata | BW                                |
| Fürther Straße (Standort)    | Grabstein für den Erlanger Verleger Johann Jacob Palm                                         | reich ornamentierte Sandsteinstele mit flachem Pyramidenaufsatz, 1826, auf dem ehemaligen Ortsfriedhof nördlich der Klosterkirche | D-5-72-114-36          | BW                                |
| Fürther Straße (Standort)    | Grabstein                                                                                     | reich ornamentierte, von Pilastern eingefasste Sandsteinstele mit halbrundem Abschluss, 1. Hälfte 19. Jh., auf dem ehemaligen Ortsfriedhof nördlich der Klosterkirche | D-5-72-114-36          | BW                                |
| Im Kloster 7 (Standort)      | Evangelisch-lutherische Pfarrkirche, ehemalige Benediktinerklosterkirche Sankt Peter und Paul | Romanische Säulenbasilika, dreischiffiger Sandsteinquaderbau mit Walmdach und Westportal, östlich angebaut gotisches Querhaus und eingezogener Chor mit Dreiachtelabschluss und Strebepfeilern, nördlich am Querhaus sechsgeschossiger Rechteckturm mit Gesimsgliederung und Spitzhelm, südlich Portalvorhalle, Langhaus und Turmunterbau 12. Jahrhundert, Querhaus und Chor 1423 (dendrochronologisch datiert), Turmobergeschosse Mitte 15. Jahrhundert, Turmhelm 1461 (dendrochronologisch datiert), Langhausdach 1730 (dendro.dat.); mit Ausstattung | D-5-72-114-3 Wikidata  | weitere Bilder                    |
| Im Kloster 10 (Standort)     | Ehemals markgräfliches Herrenhaus                                                             | Zweigeschossiger giebelständiger Halbwalmdachbau mit massivem Erdgeschoss und Fachwerkobergeschoss, straßenseitig rundbogiger Kellereingang, 16. Jahrhundert, Umbau um 1667/68 | D-5-72-114-4 Wikidata  | Ehemals markgräfliches Herrenhaus |
| Im Kloster 10 (Standort)     | Klostermauer                                                                                  | Teil der Klostermauer, Sandsteinquadermauerwerk, 17./18. Jahrhundert | D-5-72-114-4           | BW                                |
| Im Kloster 14 (Standort)     | Wohnhaus, ehemals Amtshaus                                                                    | Zweigeschossiger, verputzter Walmdachbau mit Fachwerkobergeschoss, bezeichnet „1757“ | D-5-72-114-5 Wikidata  | BW                                |
| Im Kloster 17, 19 (Standort) | Ehemals Amtshaus                                                                              | Zweigeschossiger, massiver Satteldachbau mit Fachwerkgiebel, zerstört 1622, wiederaufgebaut um 1670, Umbaubezeichnet „1706“ | D-5-72-114-6 Wikidata  | BW                                |
| Im Kloster 18 (Standort)     | Wohnhaus, ehemals Wildmeisterhaus                                                             | Zweigeschossiger traufständiger Bau mit einseitig abgewalmtem Satteldach und verputztem Fachwerkobergeschoss, 1716 | D-5-72-114-7 Wikidata  | BW                                |
| Königstraße 28 (Standort)    | Wohnhaus, ehemals Wildmeisterhaus                                                             | Zweigeschossiger, traufständiger Sandsteinquaderbau mit Satteldach und Fachwerkgiebel, im Kern Ende 17. Jahrhundert, Umbau bezeichnet „1850“ | D-5-72-114-10 Wikidata | BW                                |
| Königstraße 32 (Standort)    | Wohnhaus                                                                                      | Zweigeschossiger, giebelständiger Fachwerkbau mit Satteldach, westliche Traufseite massiv, 1707 | D-5-72-114-11 Wikidata | BW                                |
| Königstraße 36 (Standort)    | Wohnstallhaus                                                                                 | Eingeschossiger, giebelständiger Steilsatteldachbau mit Fachwerkgiebel, um 1700 | D-5-72-114-12 Wikidata | BW                                |
| Königstraße 42 (Standort)    | Ehemaliges Pfarrhaus                                                                          | zweigeschossiger traufständiger Fachwerkbau mit Satteldach, bezeichnet „1585“ | D-5-72-114-13 Wikidata | BW                                |
| Königstraße 42 (Standort)    | Einfriedung                                                                                   | rechteckige Sandsteinpfeiler mit Pyramidenaufsätzen und Kugelbekrönungen, barock, 18. Jahrhundert | D-5-72-114-13          | BW                                |
| Lange Straße 2 (Standort)    | Ehemals Schulhaus, jetzt Rathaus                                                              | Zweigeschossiger Walmdachbau mit Satteldach- und Fledermausgauben, Putzgliederung und zweiläufiger Freitreppe, barockisierend, 1911 | D-5-72-114-14 Wikidata | weitere Bilder                    |
| Mühlberg 1 (Standort)        | Pfarrhaus, ehemaliger Klosterflügel                                                           | zweigeschossiger massiver Satteldachbau mit profilierten Fensterrahmungen, um 1600, mit älterem Kern, Umbau ersten Drittel des 18. Jahrhunderts, teilweiser Abbruch im 19. Jahrhundert | D-5-72-114-15 Wikidata | weitere Bilder                    |
| Mühlberg 1 (Standort)        | Pfarrscheune                                                                                  | eingeschossiger Satteldachbau mit konstruktivem Fachwerk, 2. Hälfte 17. Jahrhundert | D-5-72-114-15          | BW                                |
| Mühlberg 1 (Standort)        | Einfriedung                                                                                   | Sandsteinquadermauer, 18. Jahrhundert | D-5-72-114-15          | BW                                |
| Mühlberg 2 (Standort)        | Wohnstallhaus                                                                                 | Eingeschossiger Massivbau mit Satteldach, Fachwerkgiebel und hohem Sandsteinquaderfundament, 1706/07, Umbau und Verlängerung im 19. und 20. Jahrhundert | D-5-72-114-33 Wikidata | BW                                |
| Mühlberg 3 (Standort)        | Wohnhaus                                                                                      | Zweigeschossiger massiver Walmdachbau mit Ecklisenen und Gurtgesims, bezeichnet „1844“ | D-5-72-114-16 Wikidata | Wohnhaus                          |
| Mühlberg 4 (Standort)        | Ehemalige Klostermühle                                                                        | Zweigeschossiger Walmdachbau mit verputztem Fachwerkobergeschoss und ausmittigem Zwerchhaus mit Rundbogenöffnung, Türstock bezeichnet „1792“ | D-5-72-114-17 Wikidata | BW                                |
| Mühlberg 2 (Standort)        | Ehemalige Klostermühle: Scheune                                                               | Sandsteinquaderbau mit Steilsatteldach und Fachwerkgiebel, 19. Jahrhundert | D-5-72-114-17 Wikidata | BW                                |
| Mühlberg 2 (Standort)        | Ehemalige Klostermühle: Stall                                                                 | Sandsteinquaderbau mit Steilsatteldach, 18. Jahrhundert, verlängert nach 1821 | D-5-72-114-17 Wikidata | BW                                |

### Nankenhof
| Lage                   | Objekt   | Beschreibung                                                                                 | Akten-Nr.              | Bild |
| ---------------------- | -------- | -------------------------------------------------------------------------------------------- | ---------------------- | ---- |
| Nankenhof 6 (Standort) | Wohnhaus | Zweigeschossiger Sandsteinquaderbau mit Halbwalmdach und Gesimsgliederung, bezeichnet „1863“ | D-5-72-114-25 Wikidata | BW   |

### Neundorf
| Lage                          | Objekt                 | Beschreibung                                            | Akten-Nr.              | Bild           |
| ----------------------------- | ---------------------- | ------------------------------------------------------- | ---------------------- | -------------- |
| Zweifelsheimer Weg (Standort) | Brücke über die Aurach | Fünfbogige Brücke aus Sandsteinquadern, 18. Jahrhundert | D-5-72-114-30 Wikidata | weitere Bilder |

### Unterreichenbach
| Lage                                                         | Objekt     | Beschreibung                                                   | Akten-Nr.              | Bild |
| ------------------------------------------------------------ | ---------- | -------------------------------------------------------------- | ---------------------- | ---- |
| Am Reichenbach 4 (Standort)                                  | Stadel     | Sandsteinquader und Fachwerk, bezeichnet „1895“                | D-5-72-114-31 Wikidata | BW   |
| Am Schleifweg, an der Straße nach Oberreichenbach (Standort) | Steinkreuz | Auf der Vorderseite ein flach erhabenes Kreuz, Sandstein, 1468 | D-5-72-114-32 Wikidata | BW   |

## Ehemalige Baudenkmäler
In diesem Abschnitt sind Objekte aufgeführt, die früher einmal in der Denkmalliste eingetragen waren, jetzt aber nicht mehr. Objekte, die in anderem Zusammenhang also z. B. als Teil eines Baudenkmals weiter eingetragen sind, sollen hier nicht aufgeführt werden. Aktennummern in diesem Abschnitt sind ehemalige, jetzt nicht mehr gültige Aktennummern.

| Lage                                                                                 | Objekt                            | Beschreibung                                                                                                 | Akten-Nr.              | Bild |
| ------------------------------------------------------------------------------------ | --------------------------------- | --- | ---------------------- | ---- |
| Münchaurach Hirtenberg 2                                                             | Kleinhaus                         | Eingeschossiger traufständiger Satteldachbau, bezeichnet „1829“                                              | D-5-72-114-2 Wikidata  | BW   |
| Münchaurach Königstraße                                                              | Walmdachbau                       | Im Kern erste Hälfte 18. Jahrhundert, modern verkleidet                                                      | D-5-72-114-8 Wikidata  | BW   |
| Münchaurach Königstraße 24                                                           | Wohnhaus                          | Eingeschossiger giebelständiger Satteldachbau mit Fachwerkgiebel, erste Hälfte 19. Jahrhundert, modernisiert | D-5-72-114-9 Wikidata  | BW   |
| Münchaurach Königstraße 32                                                           | Scheune                           | Satteldachbau, Fachwerk, 17. Jahrhundert                                                                     | D-5-72-114-11          | BW   |
| Münchaurach Mühlberg 2, 4                                                            | Ehemalige Klostermühle: Sägemühle | Fachwerk, 18. Jahrhundert, mit Resten der technischen Ausstattung                                            | D-5-72-114-17          | BW   |
| Münchaurach Wiesenweg 2 (Standort)                                                   | Wohnstallhaus                     | Eingeschossiges Wohnstallhaus, erste Hälfte 19. Jahrhundert                                                  | D-5-72-114-18 Wikidata | BW   |
| Münchaurach an der Straße nach Nankenhof, bei dem Grundstück Flur Nr. 571 (Standort) | Steinkreuz                        | Spätmittelalterlich                                                                                          | D-5-72-114-20          | BW   |
| Neundorf Steinleitenweg 1, Eichelberg 4 ()                                           | Kleinhaus                         | Fachwerk, erste Hälfte 19. Jahrhundert                                                                       | D-5-72-114-27 Wikidata |      |